# Roberto Scandiuzzi
Roberto Scandiuzzi (Treviso, 1958) es un bajo italiano. 
Estudió canto en Treviso, su pueblo natal, bajo la dirección de la que sería su esposa, Anna Maria Bicciato. Debutó en 1981 en el Teatro Poliziano de Montepulciano con La hija del mago de Lorenzo Ferrero, y en 1982 en el Teatro de La Scala de Milán con Le nozze di Figaro dirigida por Riccardo Muti. Su interpretación del personaje Fiesco en Simon Boccanegra en el Covent Garden dirigida por Sir Georg Solti ha logrado éxito internacional. 
Hoy en día es considerado uno de los mayores bajo de la ópera. Por la belleza de la voz, el timbre armonioso y noble, y la personalidad en el escenario, a menudo es baja en comparación con el histórico Ezio Pinza y Cesare Siepi, que ha sido profundamente influenciado.
Canta regularmente en los teatros de ópera más importante del mundo: el Metropolitan Opera House, la Ópera de la Bastilla, el Royal Opera House, Ópera Estatal de Viena, Ópera Estatal de Baviera, la Ópera de San Francisco, y ha trabajado con orquestas filarmónicas de Berlín y Viena, la Orquesta Filarmónica Real, la orquesta de orquestas filarmónicas de Chicago, San Francisco, Filadelfia, Boston y Los Ángeles, la Orquesta Filarmónica della Scala, la Orquesta del Maggio Musicale Fiorentino, la Orquesta Nacional de Santa Cecilia, la Orquesta Nacional de París, la Orquesta Nacional de Francia, la Orquesta de la Radio de Baviera y la Orquesta Filarmónica de Mónaco de Baviera. 
Igualmente amplia es la lista de  directores de orquesta, con los que ha trabajado: entre ellos Claudio Abbado, Sir Colin Davis, Valery Gergiev, Christoph Eschenbach, Gianluigi Gelmetti, James Levine, Fabio Luisi, Lorin Maazel, Zubin Mehta, Riccardo Muti, Seiji Ozawa, Myung-Whun Chung, Giuseppe Sinopoli, Georges Prêtre, Marcello Viotti, y Wolfgang Sawallisch. 
Su repertorio incluye papeles en baja, principalmente del siglo ópera italiana, en particular Belliniani (Rodolfo en La Sonnambula, Giorgio en I Puritani, Oroveso en Norma) y Donizettiani (Baldassarre en La favorita), a los que se añaden los grandes papeles de Verdi, Philip II, Fiesco, Silva, Zacarías, padre Guardián, Attila, Roger. 
No hay escasez de papeles con el Scapigliatura Boito Mefistófeles y La Gioconda de Ponchielli, y los de los franceses repertorio: Fausto de Gounod, Massenet Don Quichotte, Pelléas et Melisande (Arkel), Romeo et Juliette (Pere Laurent). En el repertorio ruso ha lidiado con Borís Godunov, Dosifiej en Jovánschina, Gremin en Eugenio Onegin. Entre los compositores del siglo XX, frente a Stravinsky Edipo rey. Por último, algunas de las primeras obras contemporáneas de Lorenzo Ferrero (La hija del mago, Nuestro mar, Charlotte Corday, Salvatore Giuliano). 
Para el Concierto de Año Nuevo de 2006, el Teatro La Fenice era buscado junto con Fiorenza Cedolins y Joseph Calleja con la dirección de Kurt Masur. 
En enero de 2007 Scandiuzzi celebra sus 25 años de carrera internacional y se adjudicó el título de embajador de Unicef.
En el año 2008 Universidad Internacional Menéndez Pelayo le concedió el Premio La Barraca a las Artes Escénicas en su primera edición.